# Ladislav Mrkvička
Ladislav Mrkvička (2. února 1939 Praha – 27. prosince 2020 Praha) byl český herec. Za výkon ve filmu Staříci obdržel Českého lva pro nejlepšího herce ve vedlejší roli.

## Herecká kariéra
Studia herectví na pražské DAMU ukončil v roce 1962 bez diplomu, z politických důvodů (za účast v majáles) byl těsně před absolventským představením ze studia vyloučen. Po studiích nejprve odešel na Slovensko do Piešťan dělat leteckého mechanika. Odtud jej odvedl režisér Jiří Sequens a obsadil do jedné z hlavních rolí filmu Atentát, která ho proslavila. Dále působil pět let v ostravském Divadle Petra Bezruče. V roce 1967 přešel do Divadla Vítězného Února v Hradci Králové. V letech 1968 až 1974 byl členem Divadla S. K. Neumanna v Libni. Přitom zaskakoval za onemocnělého Václava Sloupa ve hře Oklamaní v divadle Na zábradlí. Poté od roku 1977 až do roku 1990 byl v angažmá v Divadle Na zábradlí, kde v roce 1988 inicioval petici za osvobození uvězněného Václava Havla. V letech 1991 až 2016 byl členem činohry Národního divadla v Praze.
V divadelní agentuře Harlekýn se představil s Václavem Postráneckým v komedii Čistá kořist.
Na Letních shakespearovských slavnostech hrál Šaška v Jak se vám líbí (1999–2000) a Krále v Jindřichovi IV. (2010–2012).
Kromě působení na domovské scéně hostoval také na dalších pražských jevištích, patřil k filmovým, televizním, rozhlasovým a dabingovým hercům i recitátorům. Od roku 1998 byl pedagogicky činný na katedře činoherního divadla DAMU. V roce 2012 obdržel Cenu Františka Filipovského za celoživotní mistrovství v dabingu.
V roce 2015 mu nadace Život umělce udělila cenu Senior Prix za celoživotní mistrovství. Roku 2019 získal Cenu Thálie za celoživotní mistrovství v oboru činohra a také Českého lva pro nejlepšího herce ve vedlejší roli ve filmu Staříci.

## Soukromý život
Partnerský vztah udržoval s Jaroslavou Tvrzníkovou. V 60. letech, během ostravského, hradeckého a nakonec i pražského angažmá, byla jeho přítelkyní Miroslava Hozová. V dané době měl již syna Tomáše, který odešel s matkou do Belgie. Následoval vztah s herečkou Ivankou Devátou. Do prvního manželství s Ivanou Mrkvičkovou (rozenou Kopecká), trvajícího v letech 1977–1988, se narodili synové Jan a Jakub. V době tohoto vztahu měl také nemanželskou dceru Kristýnu. V roce 1988 se podruhé oženil s Alenou Kotibovou a o rok později se jim narodil syn Matěj. Rozvod následoval v roce 2013.
V poslední fázi života jej v herecké profesi omezovaly Parkinsonova nemoc a revmatická polymyalgie. Zemřel na covid dne 27. prosince 2020 ve věku 81 let.

## Rozhlasové role
- 1979 Čertův švagr, na motivy pohádky Boženy Němcové, účinkují: Jan Hartl, Libuše Havelková, Vladimír Bičík, Antonín Hardt, Věra Kubánková, Ladislav Mrkvička, Sylva Sequensová, Naďa Konvalinková, Svatopluk Beneš a další. Připravil František Pavlíček, režie: Karel Weinlich.
- 1991 Tři veteráni. Na motivy Jana Wericha napsala Helena Sýkorová. Dramaturgie Eva Košlerová. Režie Karel Weinlich.
- 1993 Václava Ledvinková: A pak že nejsou hastrmani. Na motivy pohádky Jana Drdy pro rozhlas napsala Václava Ledvinková. Hudba Tomáš Vránek. Dramaturgie Eva Košlerová. Režie Karel Weinlich. Účinkují: Michal Dlouhý, Jiří Langmajer, Vlastimil Brodský, František Němec, Sylva Sequensová, Alois Švehlík, Antonín Molčík, Pavel Pípal, Ladislav Mrkvička, Tereza Duchková, Václav Neckář, Mirko Musil, Antonín Hardt, Gaston Šubert, Pavel Karbusický a Jiřina Inka Šecová.[14]
- 1996 Joseph Conrad: Hranice stínu (1917, The Shadow-Line), Český rozhlas, šestidílná četba na pokračování, překlad Luba a Rudolf Pellarovi, účinkuje Ladislav Mrkvička, rozhlasová úprava a režie Olga Valentová.[15]
- 2001 František Pavlíček: Svatojánské vřesy, původní rozhlasová hra o složitosti a křehkosti lidských vztahů. Hudba Vladimír Rejlek, dramaturgie Jana Weberová, režie Lída Engelová.[16]
- 2012 Vladislav Vančura: Konec starých časů, 15 dílná četba na pokračování, četl Ladislav Mrkvička, režie: Markéta Jahodová[17]